# السنقاري (أسوان)
قرية السنقاري هي إحدى القرى التابعة لمركز أسوان في محافظة أسوان في جمهورية مصر العربية.